# Principio de combinación de Rydberg-Ritz
El principio de combinación de Rydberg-Ritz es una generalización empírica propuesta por Walther Ritz en 1908 para describir la relación de las líneas espectrales de todos los átomos. El principio establece que las líneas espectrales de cualquier elemento incluyen frecuencias que son la suma o la diferencia de las frecuencias de otras dos líneas. Las líneas de los espectros de los elementos podrían predecirse a partir de las líneas existentes. Dado que la frecuencia de la luz es proporcional al número de onda o a la longitud de onda recíproca, el principio también puede expresarse en términos de números de onda que son la suma o diferencia de los números de onda de otras dos líneas.
Otra versión relacionada es que el número de onda o la longitud de onda recíproca de cada línea espectral puede escribirse como la diferencia de dos términos. El ejemplo más sencillo es el átomo de hidrógeno, descrito por la fórmula de Rydberg
{\displaystyle {\frac {1}{\lambda }}=R\left({\frac {1}{n_{1}^{2}}}-{\frac {1}{n_{2}^{2}}}\right)}
donde {\displaystyle \lambda } es la longitud de onda, {\displaystyle R} es la constante de Rydberg, y {\displaystyle n_{1}} y {\displaystyle n_{2}} son enteros positivos tales que {\displaystyle n_{1}<n_{2}}. Es la diferencia de dos términos de la forma {\displaystyle T_{n}={\frac {R_{H}}{n^{2}}}}.

## Relación con la teoría cuántica
El principio de combinación se explica mediante la teoría cuántica. La luz está formada por fotones cuya energía E es proporcional a la frecuencia ν y al número de onda de la luz: E = hν = hc/λ (donde h es la constante de Planck, c es la velocidad de la luz y λ es la longitud de onda). Una combinación de frecuencias o números de onda equivale entonces a una combinación de energías.
Según la teoría cuántica del átomo de hidrógeno propuesta por Niels Bohr en 1913, un átomo sólo puede tener ciertos niveles de energía. La absorción o emisión de una partícula de luz o fotón corresponde a una transición entre dos niveles de energía posibles, y la energía del fotón es igual a la diferencia entre sus dos energías. Al dividir por hc, el número de onda del fotón es igual a la diferencia entre dos términos, cada uno igual a una energía dividida por hc o una energía en unidades de número de onda (cm–1). Los niveles de energía de los átomos y moléculas se describen hoy en día por mediante números cuánticos. Además, una transición de un nivel de energía inicial a un nivel de energía final implica el mismo cambio de energía, ya sea que ocurra en un solo paso o en dos pasos a través de un estado intermedio. La energía de transición en un solo paso es la "suma" de las energías de transición en dos pasos: (E3 – E1) = (E2 – E1) + (E3 – E2). Las tablas de líneas de espectro de la base de datos del NIST contienen las líneas observadas y las líneas calculadas mediante el uso del principio de combinación de Ritz.

## Historia
Las líneas espectrales del hidrógeno habían sido analizadas y se encontró que tenían una relación matemática en la serie de Balmer. Más tarde se amplió a una fórmula general llamada fórmula de Rydberg. Esta solo podía aplicarse a los átomos similares al hidrógeno. En 1908 Ritz dedujo una relación que podía aplicarse a todos los átomos. Este principio, el principio de combinación Rydberg-Ritz, se utiliza hoy en día para identificar las líneas de transición de los átomos.